# لوس مارينيس
بلدية لوس مارينيس (بالإسبانية: Los Marines) هي بلدية تقع في مقاطعة ولبة التابعة لمنطقة أندلوسيا جنوب إسبانيا.

## الديموغرافيا
بلغ عدد سكان بلدية لوس مارينيس 347 نسمة عام 2011 (وفقاً للمعهد الوطني الإسباني للإحصاء).
| 329 | 326 | 326 | 329 | 329 | 358 | 347 |